# Wine-Searcher
Wine-Searcher (englisch für Wein-Sucher) ist eine Websuchmaschine für Wein. Die Seite listet etwa 4,38 Millionen Weine von 21.659 Weinhändlern und Weingütern weltweit – davon 3197 aus dem deutschsprachigen Raum – und verbucht über 75 Millionen Aufrufe pro Jahr.
Neben der Kernfunktion als Weinsuchmaschine und Preisvergleichsportal bietet Wine-Searcher weinbezogene Zusatzinformationen über Rebsorten, Weinbaugebiete, ökologischen Weinbau, Weingeschenke, Wettbewerbsanalysen, Verkostungen und Jahrgangsempfehlungen. Es gibt außerdem die Funktion, den Wert von Weinen zu bestimmen.
Das Unternehmen wurde 1999 von Martin Brown in London gegründet. Seit 2006 befindet sich der Firmensitz in Auckland, Neuseeland.
Wine-Searcher ist kostenlos, zeigt aber den Nutzern der Gratis-Version nicht alle Suchergebnisse an. Die volle Funktionalität benötigt den Bezug eines Abonnements.

## Rezensionen
Im Laufe der Jahre wurde der Beitrag der Suchmaschine zum Preisvergleich im Weinhandel in einer Vielzahl von Rezensionen gewürdigt – darunter finden sich (aus dem englischsprachigen Raum) Time, Forbes Magazine, Jancis Robinson, The Times, und Los Angeles Times.